# Švýcarsko na Zimních olympijských hrách 1956
Švýcarsko se účastnilo Zimní olympiády 1956. Zastupovalo ho 59 sportovců (51 mužů a 8 žen) v 7 sportech.

## Medailisté
| Medaile | Jméno                                                  | Sport           | Soutěž        |
| ------- | ------------------------------------------------------ | --------------- | ------------- |
| Zlato   | Madeleine Berthodová                                   | Alpské lyžování | Ženy downhill |
| Zlato   | Renée Colliardová                                      | Alpské lyžování | Ženy slalom   |
| Zlato   | Franz Kapus Gottfried Diener Robert Alt Heinrich Angst | Boby            | Čtyřbob       |
| Stříbro | Raymond Fellay                                         | Alpské lyžování | Muži sjezd    |
| Stříbro | Frieda Dänzer                                          | Alpské lyžování | Ženy sjezd    |
| Bronz   | Max Angst Harry Warburton                              | Boby            | Dvojbob       |